# 27 Komenda Odcinka Makowlany
27 Komenda Odcinka Makowlany – samodzielny pododdział Wojsk Ochrony Pogranicza.
27 Komenda Odcinka sformowana została w 1945 w strukturze organizacyjnej 6 Oddziału Ochrony Pogranicza. We wrześniu 1946 odcinek przekazano nowo sformowanemu Białostockiemu Oddziałowi WOP nr 6. W 1948, na bazie 27 Komendy Odcinka sformowano Samodzielny Batalion Ochrony Pogranicza nr 15.

## Struktura organizacyjna
Dyslokacja 27 Komendy Odcinka przedstawiała się następująco :
- komendantura odcinka i pododdziały sztabowe – Lipsk
- 126 strażnica – Markowice
- 127 strażnica – Chorościany
- 128 strażnica – Kuźnica
- 129 strażnica – Myszkienniki Wielkie

## Dowódcy oddziału
- mjr Edward Pycz–Pyczewski[3]
- mjr Biliński[4]